# دیوید لینارس
دیوید لینارس (انگلیسی: David Linarès؛ زادهٔ ۵ اکتبر ۱۹۷۵) بازیکن سابق و مربی فوتبال اهل فرانسه است.
از باشگاه‌هایی که در آن بازی کرده‌است می‌توان به باشگاه فوتبال المپیک لیون، باشگاه ورزشی تنریف، باشگاه فوتبال دیژون، و باشگاه فوتبال تروا اشاره کرد.